# Катари, Томас
Томас Катари (Tomás Katari или Catari, 1741, Потоси — 15 января 1781, Yamparáez Province, Чукисака), а также его двоюродные братья Николас (Nicolás) и Домасо (Dámaso) — вожди (касики) аймара (в некоторых источниках кечуа). Сподвижники Тупака Амару II, которые, отстаивая права коренных народов, в ответ на произвол испанских колониальных властей возглавили народное восстание в провинции Чаянта в Верхнем Перу (современная Боливия) в XVIII веке.

## Предпосылки к восстанию в Чаянте
В течение 1770-х годов экономическая и политическая стабильность общины маха в Верхнем Перу постоянно нарушалась. В 1772 году алькабала (налог с продаж) был увеличен с 2 до 4 процентов. Затем в 1774 году были основаны адуаны (таможни), а в 1776 году налог был снов увеличен до 6 %, и Верхнее Перу стало частью нового вице-королевства Рио-де-ла-Плата. Во время этих экономических потрясений отношения между индейскими общинами и испанскими колониальными властями также становились всё более напряжёнными. В 1778 году же году Корона усиливает напряженность, приказывая коррехидорам взымать 6-процентную алькабалу.

## Восстание Катари
В 1778 году касик Чаянты Томас Катари встретился с Тупаком Амару, когда тот готовил выступление горняков в районе Потоси и пешком отправился в Буэнос-Айрес в поисках справедливости для своего народа. Он намеревался встретиться с вице-королем Вертисом и изложить свои жалобы на злоупотребление коррехидора, представляя себе утопическую форму самоуправления общины маха и выступая против насильственной революции.
В 1779 году Томас Катари был арестован, и в 26 августа 1780 года началось восстание. Община маха собралась в Ла-Плате, требуя, чтобы Катари назвали касиком. Его заключили в тюрьму, но вскоре освободили и официально признали касиком. Во время краткого руководства коренным населением со стороны Томаса Катари он стремился мирным путем изменить отношения между общинами коренных жителей и колониальными властями.
В ноябре 1780 года патрульный отряд местного горнодобытчика Мануэля Альвареса Вильярруэля схватил Катари и передал его в руки мэра юстиции (аналог шерифа) провинции Чаянта Хуана Антонио Акуньи. В январе 1781 года Акунья повёз Катари под конвоем в Ла-Плату, однако вооружённые крестьяне пустились за ними в погоню. 15 января Акунья получил секретный приказ о необходимости немедленной казни Катари, который незамедлительно исполнил, столкнув индейского предводителя со скалы. Казнён был также и испанец Исидро Серрано — писарь Катари, ставший свидетелем убийства. Крестьяне нагнали отряд Акуньи и убили его (оставив тело непогребённым и выколов глаза), а также пятерых солдат и, наконец, Альвареса.
Вопреки видению Катари, после его гибели восстание потеряло всякую видимость реформистского эксперимента и превратилось в открытую борьбу между индейцами и колониальными властями. Руководство антиколониальным восстанием перешло к двоюродным братьям Томаса, Николас и Дамасо Катари, распространив его охват на другие общины в Верхнем Перу вплоть до Чукисаки. Они выразили намерение присоединиться к восстанию Тупака Амару II. Братья Дамасо и Николас были выданы группой предателей врагу, пленены и зверски казнены в Ла-Плате, и продолжать их дело взялся Хулиан Апаса, приняв в честь братьев-мучеников имя Тупак Катари.